# Running to the Edge of the World
«Running to the Edge of the World» es el título del tercer sencillo del álbum de estudio The High End of Low de Marilyn Manson, lanzado en 2009. El vídeo fue filtrado en la web oficial de la banda y después en algunos otros canales.

## Video
El video fue dirigido por el propio Manson junto a Nathan "Karma" Cox, el mismo director de Personal Jesus. La trama del vídeo no es muy extensa en ideas pero resalta entre todos los videos por el llanto de Manson y las escenas sangrientas de la mujer asesinada.

## Crítica
La crítica por los fanes fue El video es muy seco y directo, se extraña ver a la banda tocar en los vídeos, pero sin duda el vídeo representa su principal objetivo, el dolor.
Varios sectores dijeron que la canción merecía algo más y que hubiera sido mejor comercialmente que se lanzara el vídeo de We're from America.

## Presentaciones
El sencillo se interpretó variantes veces en el Etc.. Tour, dichas presentaciones tuvieron aunadas a dos versiones, la primera de ellas era cuando Manson interpreta el tema de una forma sencilla con una vestimenta negra y luces azules mientras que la segunda, usa un vestuario idéntico al usado en el vídeo
junto a una cama recostando a una mujer simular sangrar y morir.

## Curiosidades
- Running to the Edge of the World es el tercer sencillo de The High End of Low, sería el segundo ya que We're from America no tuvo videoclip. El tema se considera Sencillo de promo ya que no cuenta con un CD-Single que lo respalde, solamente el vídeo y venta en itunes en sus dos versiones.

- El tema sonó varias veces en la radio española, en las listas de Radio Madrid provocando que fuera interpretada en el concierto de la gira Etc.. Tour en el mismo país y por decisión de Marilyn Manson que fuese el tercer sencillo de The High End of Low.

## Lista de canciones
| Descarga digital |                                                        |          |  |
| N.º              | Título                                                 | Duración |  |
| 1.               | «Running To The Edge Of The World» (Álbum Versión)     | 6:26     |  |
| 2.               | «Running To The Edge Of The World» (Alternate Version) | 6:08     |  |